# Kollegiekontoret
Kollegiekontoret er en beboerstyret boligorganisation i Aarhus med kontor på Toldboden (Aarhus). 
Kollegiekontoret administrerer, vedligeholder og moderniserer 26 ungdomsboligafdelinger, et privat og fire selvejende kollegier. I alt ca. 4500 lejemål.

## Kollegier under Kollegiekontoret
Børglum Kollegiet
Dania Kollegiet
Rundhøjkollegiet
Skjoldhøjkollegiet
Tandlægekollegiet
Vilhelm Kiers Kollegium